# Назаров, Гурт
Гу́рт Наза́ров (туркм. Gurt Nazarow, 1949) — туркменский оперный певец (тенор). Народный артист Туркменистана (1993).
Родился в 1949 году в Марыйской области. Окончил Туркменскую национальную консерваторию.
Долгие годы работал в Туркменском театре оперы и балета. В конце 1990-х годов пел в Красноярском театре оперы и балета, в 2000-х годах — в Саратовском театре оперы и балета. Преподаёт вокал в Туркменской национальной консерватории.
Женат, имеет 2 детей.